# 조규향
조규향(趙圭鄕, Cho,Kyu-Hang, 1935년 2월 22일 ~ )은 대한민국의 기업인이다.
SK 대표이사 사장을 지낸 대한민국의 대표적인 국영기업인의 한 사람으로 본관 함안이다.

## 생애
경남고등학교와 서울대학교 정치학과를 졸업했다. 1962년 대한석유공사에 입사를 시작으로 평생을 국영기업인으로서 활동한 유공맨이다.

## 학력
- 경남고등학교
- 서울대학교 정치학 학사

## 경력
- 1962 -      대한석유공사 입사
- 1970 - 1980 대한석유공사 노무부장
- 1980 -      대한석유공사 인사부장
- 1982 - 1984 유공 인사총무담당 상무이사
- 1982 -      유공 프로축구단 단장
- 1984 - 1991.02 유공 인사총무담당 전무이사
- 1988 -      유공 종합기획실장 겸 인사총무담당 전무이사
- 1991.02 - 1993.12 유공 종합기획실장 겸 생산담당 부사장
- 1994.01 -   유공 대표이사사장
- 1997.10 -   유공이 SK로 상호변경
- 1997.12     SK 대표이사사장
- 1997.12 -   SK 상임고문
- 2001 -      SK 고문

## 수상
- 보사부장관 표창(노사협조공로),1971.4.14
- 대통령 포장(예비군 공로),1973.4.7
- 산학협동연구소 96산학협동상 최우수수상,1996.10.11
- 체육훈장 기린장(2002년 월드컵유치 유공),1997.6.2

## 가족 관계
- 부 조현규 (趙顯珪) 1899.12.20 별세
- 모 김소고비 (金小古非) 1903.04.13 별세
  - 배우자 박남이 (朴南伊)
    - 장남 조상욱 (趙尙郁)
    - 차남 조상률 (趙尙律)
    - 삼남 조상호 (趙尙鎬)
    - 장녀 조여경 (趙如鏡)

## 같이 보기
- 노재봉(친우)